# (4701) Milani
Pour les articles homonymes, voir Milani.
(4701) Milani est un astéroïde de la ceinture principale.

## Description
(4701) Milani est un astéroïde de la ceinture principale. Il fut découvert le 6 novembre 1986 à la station Anderson Mesa par Edward L. G. Bowell. Il présente une orbite caractérisée par un demi-grand axe de 2,70 UA, une excentricité de 0,14 et une inclinaison de 3,7° par rapport à l'écliptique.

## Compléments